# Real Alcázar de Madrid

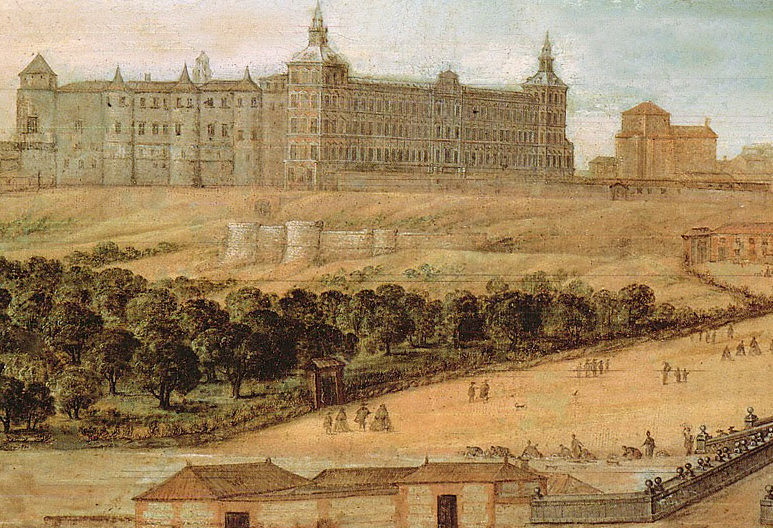
Pintura do século XVII representando o Real Alcázar de Madrid

O Real Alcázar de Madrid foi a residência da Família Real Espanhola e sede da Corte desde o reinado de Carlos V até à sua destruição por um incêndio durante a Noite de Natal de 1734, sendo titular do trono Filipe V. No local onde se situava o antigo alcázar ergue-se atualmente o Palacio Real de Madrid.

## História
Apesar de a planta e o aspecto do edifício antes da sua total destruição estarem documentadas, em grande medida, por descrições, gravuras, pinturas e planos, a sua origem é mais incerta. O Real Alcázar ocupava o lugar do antigo castelo de Madrid, um alcázar de origem árabe, estendendo-se, ainda, ao seu redor sobre uma boa porção de terreno. Esta fortaleza anterior era fruto da evolução, nessa mesma localização (uma colina que dominava o terreno circundante) de uma atalaia de observação, a qual deu origem a um pequeno fortim e restantes construções militares árabes existentes desde a fundação de Madrid, por volta do ano 720, e das reformas empreendidas pelos rei castelhanos para ampliá-lo e adequá-lo aos novos tempos, em especial pela família Trastâmara. Esta dinastia fez dele a sua residência habitual, de modo que em finais do século XV já era uma das principais fortalezas de Castela, cujas linhas de desenho gerais podemos vislumbrar na sua fortaleza irmã, o Alcázar de Segóvia (logicamente antes das modificações levadas a cabo neste último por Filipe II).

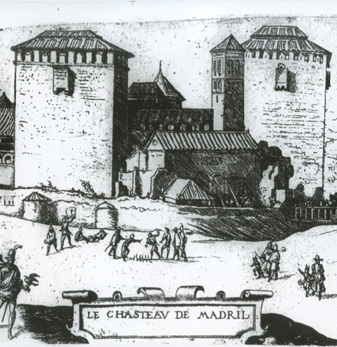
Desenho do velho Alcázar, por J. Cornelius Vermeyen. A imagem corresponde, aproximadamente, ao ano de 1534, antes das reformas empreendidas por e

O certo é que já em algumas gravuras e pinturas do século XVII podem apreciar-se, na fachada ocidental, cubos semicirculares que destoam com o desenho geral do edifício, o que torna evidente que essa fachada pertencia originalmente ao castelo medieval preexistente, tendo sido incorporada no alcázar pela utilização da fortaleza inicial como base do novo edifício.
As primeiras obras importantes foram empreendidas por Carlos V, ao chegar a Castela e verificar que a futura capital não dispunha de uma residência régia à altura das necessidades de um estado moderno, ou sequer ao nível a que estava acostumado. No seu lugar sé existia um incómodo e antigo castelo medieval. Em vez de derrubar o castelo, iniciativa que podia ser julgada como demasiado radical, o Imperador tomou a decisão mais prudente de utilizá-lo como base para a construção de um palácio que herdaria o nome do edifício preexistente: Real Alcázar de Madrid. Estas obras começaram em 1537 a cargo dos arquitectos Luis de la Vega e Alonso de Covarrubias, embora seja certo que este palácio sofreu constantes obras e reformas de uma forma praticamente ininterrupta até à sua destruição. O edifício resultante deste projecto possuía inequívocos rasgos renascentistas, na preciosa escadaria principal e nos pátios del Rey e de la Reina, elementos estes enriquecidos por inúmeros e contínuos arcos de ponto médio sustentados por colunas que proporcionavam ligeireza ao edifício.
Já no reinado de Filipe II, intensificaram-se as reformas dos aposentos do monarca e de outras salas menores, entre os anos de 1561 e 1598, encomendadas a Gaspar de la Vega. Neste momento, o alcázar parecia-se mais com um gigantesco casarão com telhados de telha que com um palácio. Apresentava o aspecto de uma hospedaria manchega com a entrada flanqueada por duas enormes torres quadradas de aspecto maciço. É surpreendente o escasso número de janelas e o aspecto sólido e pesado do conjunto. O Rei Prudente decidiu construir uma torre de fabrico totalmente novo na aresta sudoeste do edifício, a qual recebeu o nome de Torre Dorada. Esta torre apresentava um estilo barroco e estava rematada por uma agulha em lousa, de tal modo que recorda de alguma maneira as torres do El Escorial, o qual, na época, já estava em construção na Serra de Guadarrama.

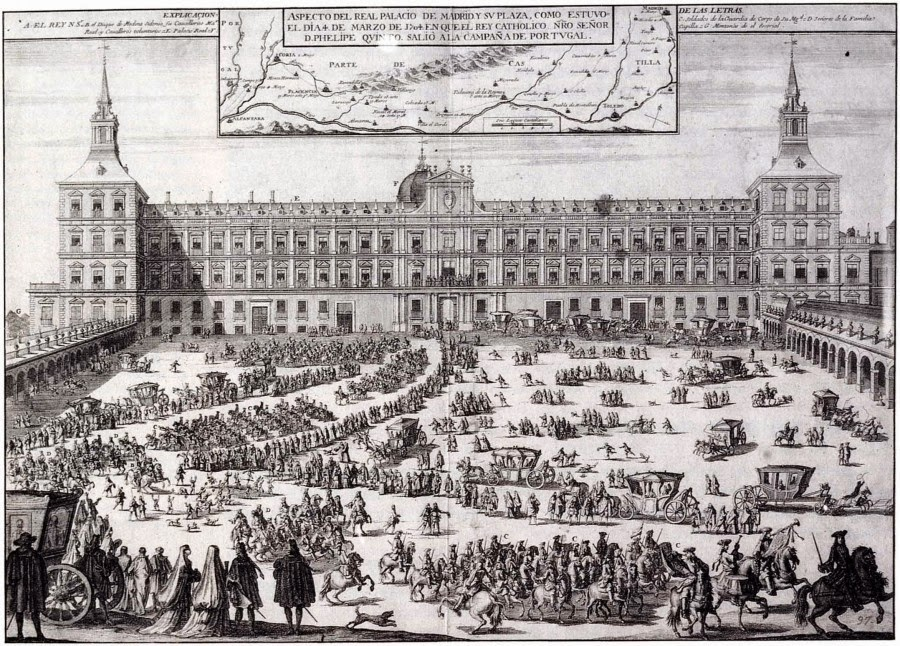
Desenho de Filippo Pallota onde se pode apreciar a fachada principal do Real Alcázar de Madrid em 1704, trinta anos antes do incêndio que o destruiu

Ao herdar a propriedade, Filipe III também promoveu reformas nos aposentos da rainha. Em 1636, om a subida ao trono de Filipe IV, empreendeu-se uma reforma de grande envergadura, sob a direção de Juan Gómez de Mora,  que dotou o alcázar do aspecto exterior que conservaria até ao seu final. Não obstante, perduraram as obras no interior, apesar da decisão de Filipe IV em construir de raiz um novo palácio, o Palacio del Buen Retiro, esquecendo os condicionamentos do velho alcázar. O novo edifício foi construído extramuros, a este da cidade, para lá do riacho do Carcavón, sobre o qual, actualmente, passa o Paseo de la Castellana.
Nesta época, foram modificadas todas as fachadas (com excepção da ocidental), especialmente a fachada sul, a qual ganhou um aspecto barroco com uma sucessão de janelas e colunas que davam uma grande luminosidade ao interior. Além disso, a fachada ganhou em harmonia e conseguiu uma certa simetria.
Ao chegar a Madrid, Filipe V não escondeu o seu desagrado pela rusticidade e sobriedade da capital, e em especial pelo palácio que lhe serviria de residência. É compreensível esta reacção tendo em conta que o monarca havia nascido e sido criado no Château de Versailles. Condicionado pela sua habitual nostalgia, o primeiro rei espanhol da Dinastia de Bourbon empreendeu algumas reformas de acondicionamento no alcázar.

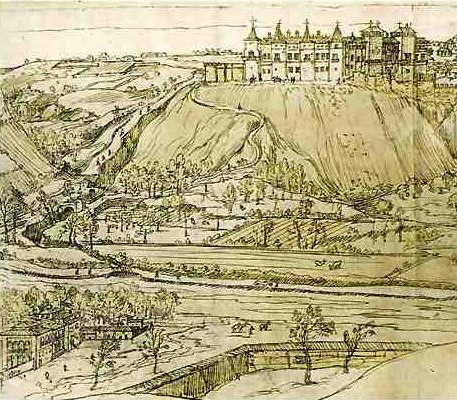
O Real Alcázar de Madrid no alto da Casa de Campo, com o Palácio dos Vargas no canto inferior esquerdo

Como resultado de todas estas modificações, ampliações e reformas, em finais do século XVII o alcázar tinha um aspecto um tanto irregular e assimétrico em qualquer das fachadas. Era um edifício de planta rectangular, com dois grandes pátios chamados del Rey e de la Reina, sendo este último um pouco maior que o primeiro. A entrada principal situava-se na fachada sul, e estava rematado com agulhas. A construção era de tijolo encarnado e granito, o que lhe dava uma coloração muito característica da arquitectura tradicional de Madrid, na qual são empregues estes dois materiais tão abundantes na zona (argila da ribeira do Manzanares e granito das pedreiras de Guadarrama). Não obstante, a fachada oeste era integralmente de pedra, com quatro cubos ou torres semicirculares, que denotavam uma claríssima origem medieval, embora seja certo que se haviam utilizado janelas maiores do que seria de esperar numa fortaleza. Os quatro cubos também estavam rematados por agulhas de lousa, reformas que suavizavam, de alguma forma, o aspecto militar de fortaleza nesta parte do palácio.
Na Noite de Natal de 1734 o palácio estava, como era habitual, em obras. A Corte estava no Palacio Real de El Pardo quando se declarou um pavoroso incêndio, o qual não pôde ser controlado de nenhuma forma, tendo lavrado durante quatro dias e destruído totalmente a residência Real. Os primeiros a colaborar tanto na extinção do fogo como no resgate do que era possível salvar foram os frades da congregação de São Gil. Foi feito um grande esforço na recuperação da capela e das numerosíssimas jóias e objectos religiosos que ali se guardavam, além de dinheiro e jóias da Família Real, deixando para segundo plano a colecção de arte (quadros de grande dimensão e de quase impossível transporte) razão pela qual se perdeu uma boa parte das obras que se encontravam no interior do edifício naquele momento. No entanto, grande parte das colecções haviam sido levadas para o Palacio del Buen Retiro durante as reformas que tinham lugar no alcázar, o que as salvou de uma destruição certa.
Quando terminou o incêndio, o alcázar era pouco mais que um monte de escombros e cinzas. O pouco que permanecia em pé teve que ser demolido devido à deterioração do seu estado final. No seu lugar começaram de imediato as obras para a construção do actual Palacio Real de Madrid

## O Real Alcázar - galeria de pintura

As Meninas, de Diego Velázquez, representa uma cena no Real Alcázar de Madrid

No Real Alcázar de Madrid havia uma grande quantidade de obras de arte, das quais ficaram referências graças aos sucessivos inventários realizados nos anos de 1600, 1636, 1666, 1686 e 1700, além dos realizados depois do incêndio de 1734 e a seguir à morte de Filipe V, em 1746.
No momento do incêndio, no Real Alcázar havia cerca de duas mil pinturas, entre originais e cópias, das quais se perderam mais de quinhentas, embora tenha sido possível resgatar um pouco mais de mil, que nos dias seguintes àquela fatídica Noite de Natal foram guardadas nos edifícios dos arredores, como o Convento de São Gil, a Armaria Real, ou as casas do Arcebispo de Toledo ou do Marquês de Bedmar. Uma parte importante da colecção de arte do alcázar foi salva devido ao facto de, pouco antes, se ter começado a transportar a sua maior parte para o Palacio del Buen Retiro devido às obras em curso.

Carlos V a cavalo em Mühlberg, de Ticiano

Entre as obras perdidas, uma das mais valiosas, já não pela sua produção mas pelo seu valor histórico, seria A expulsão dos mouros de Velázquez, que lhe valeu no concurso de 1627 o cargo de ujier de cámara, um passo decisivo na sua carreira, já que lhe permitiu realizar a sua primeira viagem a Itália. De Velázquez eram também um retrato equestre do rei e três dos quatro quadros da série mitológica ("Apolo", "Adonis e Vénus" e "Psique e Cupido"), da qual só se recuperou o "Mercúrio e Argos".
Outro dos grandes pintores de que se perderam numerosas obras foi Rubens. Entre as suas perdas podemos citar um precioso retrato equestre de Filipe IV especialmente querido pelo retratado e que ocupava um lugar privilegiado no Salón de los Espejos, enfrentado o famoso retrato de Ticiano Carlos V a cavalo em Mühlberg. Do quadro destruído de Rubens resta uma boa cópia na Galleria degli Uffizi, em Florença. Também se perdeu O rapto das Sabinas, do mesmo autor, assim como as vinte obras que ornavam a Pieza Ochavada.
Do mencionado Ticiano perdeu-se a série de Os Doze Césares, presente no Salón Grande, a qual é bem conhecida, actualmente, através de cópias. Igual sorte mereceu a série de gravuras de Sadeler. Também se queimaram duas das quatro Fúrias existentes no Salón de los Espejos (as outras duas estão no Museu do Prado). Além dos citados, perdeu-se uma valiosa colecção de obras criadas por autores (segundo os inventários) como Tintoretto, Veronese, Ribera, El Bosco, Brueghel, Sánchez Coello, Van Dyck, El Greco, Annibale Carracci, Leonardo da Vinci, Guido Reni, Rafael de Urbino, Bassano o Velho e Bassano o Jovem, Correggio, entre muitos outros.